# Melastoma pellegrinianum
Melastoma pellegrinianum är en tvåhjärtbladig växtart som först beskrevs av H.Boissieu, och fick sitt nu gällande namn av Karst.Mey.. Melastoma pellegrinianum ingår i släktet Melastoma och familjen Melastomataceae. Inga underarter finns listade i Catalogue of Life.